# Rue de La Baume
Rue de La Baume är en gata i Quartier de l'Europe i Paris åttonde arrondissement. Gatan är uppkallad efter en viss monsieur La Baume-Pluvinel på vars mark gatan anlades. Rue de La Baume börjar vid Rue de Courcelles 20 och slutar vid Avenue Percier 11.

## Omgivningar
- Saint-Philippe-du-Roule
- Saint-Augustin
- Place du Pérou

## Bilder
| - Gatuskylt. - Saint-Philippe-du-Roule. - Saint-Augustin. - Place du Pérou. |

## Kommunikationer
- Tunnelbana – linjerna   – Miromesnil
- Busshållplats Haussmann – Miromesnil – Paris bussnät, linjerna 22 43

### Webbkällor
- ”Rue de La Baume”. Mairie de Paris. https://web.archive.org/web/20160303211703/http://www.v2asp.paris.fr/commun/v2asp/v2/nomenclature_voies/Voieactu/5105.nom.htm. Läst 4 september 2022.
- ”Rue de La Baume (8ème arrondissement)”. Les rues de Paris. https://web.archive.org/web/20161029235734/http://www.parisrues.com/rues08/paris-08-rue-de-la-baume.html. Läst 4 september 2022.